# Henry Brunies
Henry „Henny“ Brunies (* 1891 in New Orleans; † 1932 ebenda) war ein US-amerikanischer Jazzposaunist des frühen New Orleans Jazz und Mitglied einer bekannten Familie von Jazzmusikern.
Henny Brunies war der zweitälteste Bruder der Brunies-Familie von Jazzmusikern, weitere bekannte Vertreter waren Merritt Brunies, George Brunies, Abbie Brunies (siehe den Artikel George Brunies zur Familie). Er spielte in der Familienband und bei Papa Jack Laine (Baritonhorn und Posaune) und gründete um 1918/19 mit seinem Bruder Merritt in New Orleans die New Orleans Jazzin Babies, bevor er Anfang der 1920er Jahre mit seinem Bruder Merritt nach Chicago ging. Dort waren sie Nachfolger der New Orleans Rhythm Kings im Friar’s Inn (bei denen George Brunies spielte) und nahmen 1926 für Okeh Records auf. Bald darauf war er wieder in New Orleans.
Er komponierte auch. Manchmal wird er auch als Harry Brunies in Diskografien und Liner Notes bezeichnet.
Nach George Brunies, der ihn als Vorbild sah und ihn als weltbesten Posaunenspieler bezeichnete, der viele der später von Jazz-Posaunisten verwendeten Tricks erfand, lernte er erst kurz vor seinem Tod Noten lesen, weshalb George Brunies das aus Aberglauben gar nicht erst begann.
Sowohl er aus auch sein Bruder Merritt hinterließen Aufzeichnungen (Scrapbooks), die in der Familie erhalten sind.
Zur Diskographie siehe den Artikel Merritt Brunies.